# Los Angeles Clippers
Los Angeles Clippers és una franquícia de l'NBA amb seu a Los Angeles, Califòrnia.
Fundats el 1970, juguen a la Divisió Pacífic de la Conferència Oest i disputen els seus partits de casa a l'Staples Center, igualment com els Los Angeles Lakers de l'NBA i Los Angeles Kings de l'NHL.
Anteriorment havien tingut la seu a Buffalo i San Diego.

## Història de la franquícia
- Buffalo Braves 1970-1978
- San Diego Clippers 1978-1984
- Los Angeles Clippers 1984-avui

### Els anys a Buffalo (1970-1978)
Els Braves, en les seves vuit temporades a  Buffalo, van jugar els seus partits al Buffalo Memorial Auditorium, compartint el pavelló amb un altre equip, els Buffalo Sabres de la National Hockey League. Els Braves van debutar el 1970 i el primer entrenador va ser el membre del Basketball Hall of Fame Dolph Schayes, mentre que les primeres estrelles de l'equip eren Bob Kauffman i May, qui va ser adquirit en el draft d'expansió. Els Braves van acabar la seva primera temporada de l'NBA amb un balanç de 22-60, típic en equips debutants.
Els Braves van repetir el balanç de 22 victòries i 60 derrotes la següent temporada, però van realitzar diversos fitxatges que van fer a l'equip més talentós. Buffalo va triar al Draft de l'NBA al pivot Elmore Smith i a Randy Smith, procedent de la Universitat Estatal de Buffalo, pel que era un dels favorits del públic. L'equip no va millorar molt en la Temporada 1972-1973, i aconseguí un pobre registre de 21-61 amb el nou entrenador jack Ramsay. El gran moviment dels Braves en aquesta temporada va ser seleccionar Bob McAdoo en el draft, procedent de la Universitat de North Carolina. A la Temporada 1973-1974, la franquícia es va classificar per primera vegada per als play-off, sent eliminats pels Boston Celtics en la primera ronda.
A la Temporada 1974-1975, McAdoo va guanyar el MVP de la Temporada, amb una mitjana 34.5 punts, 14.1 rebots i 2.12 taps per partit, amb un 51,2% en tirs de camp i 80,5% en tirs lliures.
El 15 de juny de 1976, el propietari Paul Snyder va vendre la franquícia al Sr i la Sra Irving Cowan, que tenien planejat traslladar l'equip a Florida, abandonant Buffalo, la "ciutat de l'hoquei ". La venda va fracassar i es va paralitzar, encara que posteriorment Snyder vendria el 50% dels Braves a l'empresari John I. Brown Jr, antic propietari dels Kentucky Colonels de l'American Basketball Association. A la temporada 1976-77, Brown va adquirir l'altre 50% de Snyder. Brown, al seu torn, va vendre un tant per cent de la franquícia a Harry Mangurian, qui més tard tindria una part dels Boston Celtics en els anys 80. A mitjan temporada 1976-77, McAdoo va ser traspassat als New York Knicks per jugadors i diners.
A causa del pobre joc realitzat pels Braves en els seus dos últims anys juntament amb els rumors de traslladar la franquícia a causa de la pobra venda d'entrades, Brown va negociar amb el, en aquells dies propietari dels Celtics, Irv Levin, fer un intercanvi de franquícies, de manera que Brown prendria el comandament dels Celtics i Levin dels Braves. Aquest era un empresari de Califòrnia, i somiava tenir una franquícia en el seu estat natal. El tracte va ser trencat per David Stern, del consell general de l'NBA, qui el 1984 es convertiria en el comissionat de la lliga.
La següent seria l'última temporada de l'equip a l'oest de Nova York, ja que els propietaris de les franquícies de l'NBA van votar per un clar 21-1 permetre a Buffalo traslladar-se de ciutat. Aquests es van mudar a San Diego, després de la temporada 1977-78, convertint-se en els San Diego Clippers.

### Decebedor pas per San Diego (1978-1984)

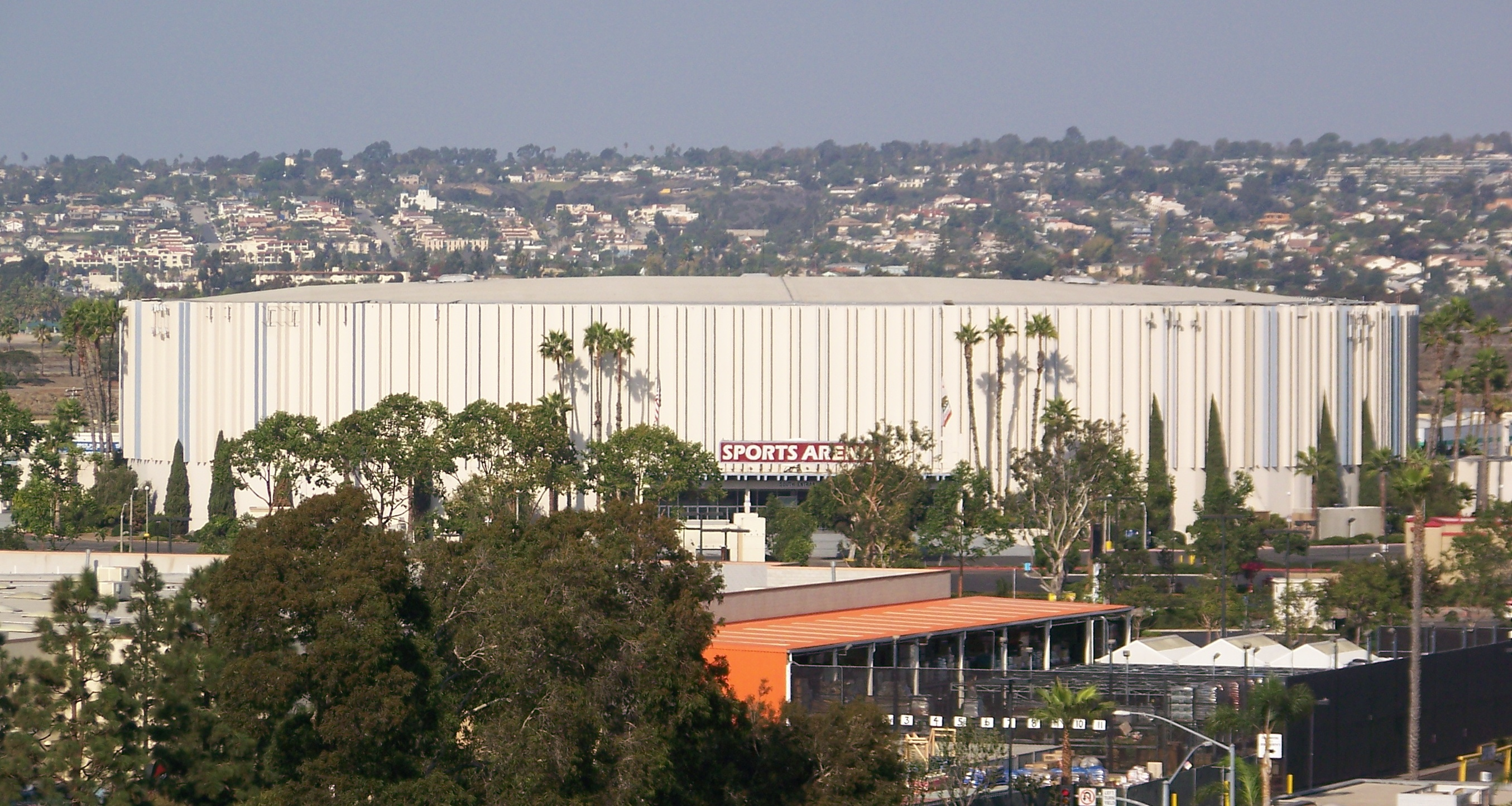
El San Diego Sports Arena, pavelló dels Clippers a San Diego.

A la primera temporada de l'equip a San Diego, els Clippers van aconseguir un balanç de 43-39 (última campanya positiva en 13 anys), sota el comandament del nou entrenador Gene Shue. No obstant això, aquell rècord no els va servir per accedir als play-off, i es van quedar a dos partits de jugar la postemporada. Randy Smith va tenir una gran temporada, anotant 20/05 punts per partit, per darrere de World B. Free, acabat d'arribar a l'equip procedent dels Philadelphia 76ers. Free va ser el segon màxim anotador de la lliga amb 28/08 punts per partit, mentre que George Gervin dels San Antonio Spurs va tenir una mitjana 29/06 per partit.
La temporada 1979-80 no va ser molt millor tot i el fitxatge del pivot Bill Walton, nadiu de San Diego i campió de l'NBA dos anys abans amb els Portland Trail Blazers. A causa de lesions en el peu, Walton no va rendir com s'esperava d'ell i va haver de perdre's 68 partits. Els Clippers van finalitzar amb un digne 37-45, ja que els seus jugadors clau es van perdre diversos partits per lesió. Per segon any consecutiu, Free va tornar a quedar-se a les portes del títol de màxim anotador de la lliga, amb 30/02 per partit. A la següent temporada, Paul Silas va reemplaçar a Shue en el lloc d'entrenador i els Clippers van aconseguir un rècord de 36-46, quedant-se de nou sense play-off. Walton es va perdre la temporada completa i Free ser traspassat als Golden State Warriors per Phil Smith.
La Temporada 1981-1982 va portar molts canvis, ja que Levin va vendre la franquícia a Donald Sterling per 20 milions de dòlars. El pobre joc dels Clippers en els seus últims anys a San Diego i la baixa assistència del públic al pavelló (una mitjana de 4.500 per partit) va precipitar la venda. Posteriorment, Sterling va traslladar la franquícia a la seva natal Los Angeles.

### L'infortuni continua a Los Angeles (1984-present)

#### Primers anys a la ciutat

##### 1984-85

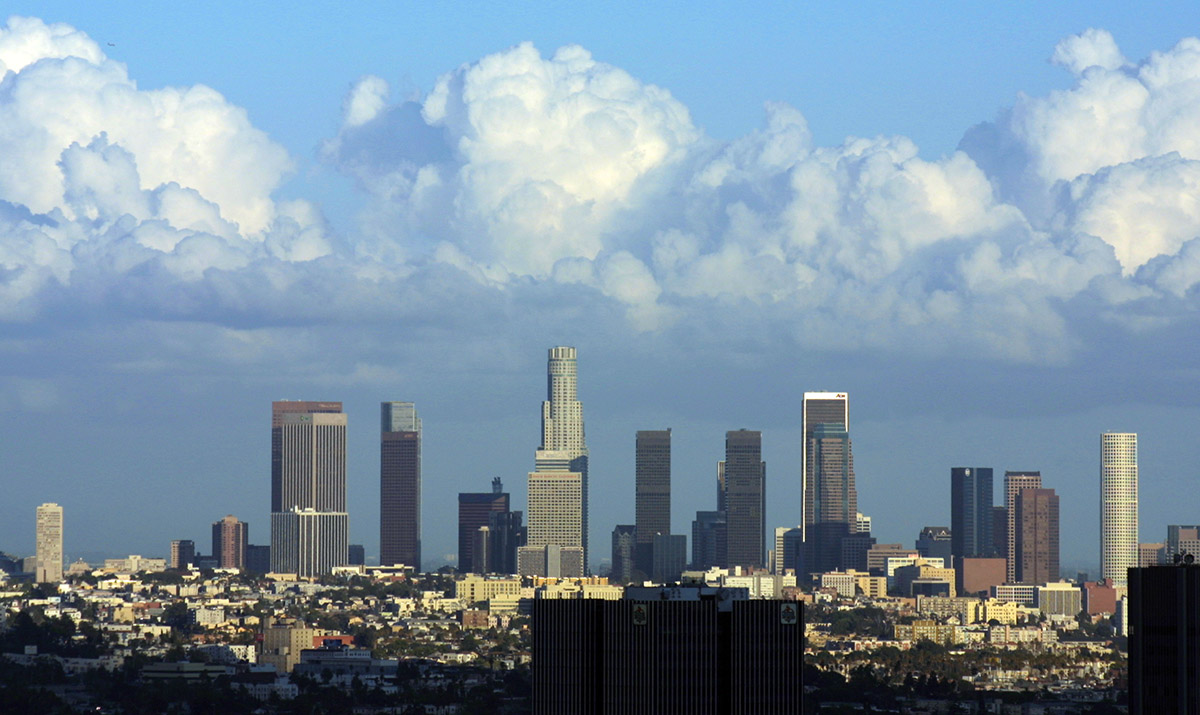
Els Clippers es van traslladar a Los Angeles al 1984.

Després d'arribar a Los Angeles, van aconseguir la primera gran adquisició, i en un traspàs amb els Milwaukee Bucks van aconseguir a Marquis Johnson, Junior Bridgeman, Harvey Catchings i una bona quantitat de diners. El moviment exercit tindria influència més endavant, amb jugadors com Ricky Pierce, o Terry Cummings, que van deixar entreveure en els seus primers anys de la lliga que la seva figura podria desembocar en estrella, igual que Craig Hodges, gran llançador des de la línia de tres, Marques Johnson, ràfec d'una exquisida classe però que va tenir una decadència prematura per la seva addicció a la droga, la qual no li va impedir demostrar del que realment era capaç. Junior Bridgeman, el segon en discòrdia en l'operació, va arribar a Los Angeles per dir adéu al bàsquet. Una temporada de nivell va ser l'escàs bagatge que va oferir abans de tornar dos anys més tard a Milwaukee.
Pel que fa al draft, cal destacar l'elecció en primera ronda de Michael Cage, procedent dels San Diego State Aztecs, gran rebotejador, les lluites pel cim de la classificació de rebots amb Charles Oakley van ser admirables. Es va mantenir 3 anys a un notable nivell abans de marxar als Seattle SuperSonics.
Després de dos partits fora de la seva ciutat, el desig vehement d'"estrenar" el LA Sports Arena es va fer realitat. Sant i senya de l'equip, van ser derrotats pels New York Knicks en l'anhelada estrena. En vigílies que el Pare Noel posés a cadascú al seu lloc, no es podia dir que els Clippers fossin del tot dolents, però el fet d'encadenar 7 derrotes consecutives va enfervorir a l'afició i el somni de veure l'equip en els play-off es diluïa amb el pas dels dies, fins que el fins llavors entrenador Jim Lyman es veiés cessat després d'encadenar 6 derrotes consecutives amb les que va completar el seu haver amb la franquícia. El relleu, un vell conegut, Chaney, que va inculcar una major filosofia d'equip, i una dosi de noció col·lectiva. Amb ell, l'equip va millorar visiblement, però els Clippers no van superar les expectatives i van fregar el ridícul amb un balanç de 31 victòries i 51 derrotes.

##### 1985-86

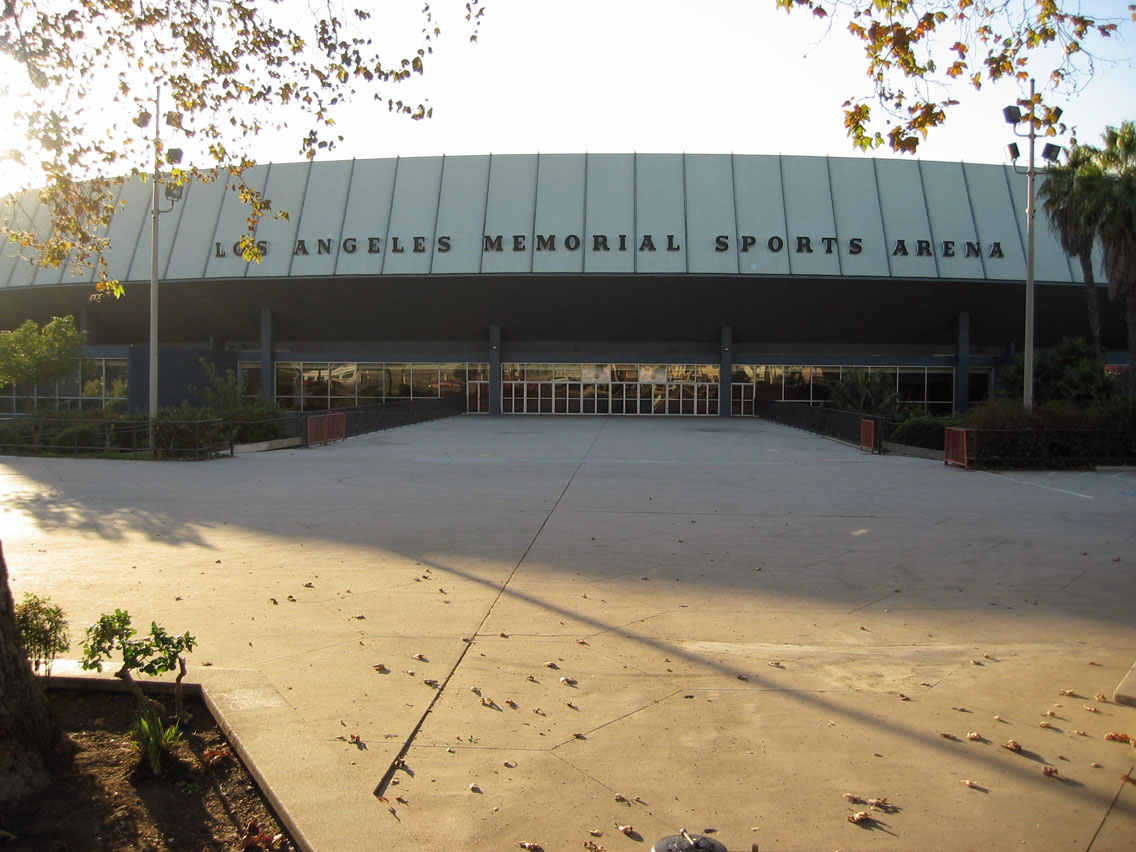
Los Angeles Memorial Sports Arena, pavelló dels Clippers entre el 1984 i el 1999.

El fulgurant començament fa mantenir intactes les opcions de l'equip, amb un equip renovat, i d'un sostenible equilibri interior-exterior, aconsegueixen vèncer en les seves primeres cinc aparicions de la campanya. La mala sort tornava a no tenir la més mínima pietat amb els Clippers, i Derek Smith, que estava quallant la millor temporada de la seva vida va dir adéu a la campanya per una inoportuna lesió de genoll.
La química semblava ser fantàstica, es va aconseguir un equip en condicions, Cedric Maxwell, que va quallar una campanya pròpia de les seves en els Boston Celtics. Norm Nixon com a base, provinent del germà ric, i que tot i ser més conegut a nivell popular per ser el marit de la mestra de la sèrie "Fama", Debbie Allen.
Les lesions i les causes extraesportives no eren ni de bon tros un pretext per justificar aquest 1932-1950 amb què van finalitzar els Clippers, en un any on accedir als pla-yoff de l'NBA es va taxar en 35 victòries, prou assolibles amb un incòlume Smith. El 2,13 metres provinent dels Creighton Bluejays, Benoit Benjamin, havia de ser l'elecció 3a pel qual es van decantar els Clippers. Es tractava d'un pivot de grandíssima classe, el seu únic defecte però era la falta de consistència en defensa i la seva evident manca de desimboltura sota cistella a l'hora de batallar. Tot i així i tot i deixar dots de la seva innata vàlua en les seves 5 temporades a Los Angeles, mai arribaria a ser el que en el seu moment es va especular que fos.

##### 1986-87
El millor fitxatge corria a compte de Donald T. Sterling, i no era altre que el Hall of Famer, Elgin Baylor, que d'aquesta manera, passava a ser el cap en els despatxos, convertint-se en el cap d'operacions dels Clippers.
Els Clippers s'enfrontaven a la que es presentava, una dura batalla per no tornar a fregar el més indesitjat ridícul. Derek Smith ja no hi era, el seu traspàs als Sacramento Kings va ser imminent, i un altre anotador, però amb moltes menys qualitats que Smith va ser el substitut juntament amb Larry Drew. Aquestes causes unides a l'absència de primeres rondes de cara al draft, no va incentivar gens ni mica a una afició, cada vegada més susceptible, que va consagrar tot un rècord, 7.711 espectadors de mitjana. Xifra òbviament lògica, si es té en compte que als 40 partits només havien guanyat 5, per a finalitzar amb un altre rècord, 12-70.

##### 1987-88
Amb el comandament d'orquestra de la mà del mitificat pels seus Washington Bullets, Gene Shue, que va alçar dos guardons de millor entrenador de l'any, l'esdevenir dels Clippers per no variar, anava a seguir el camí de l'any passat.
Les úniques notes connotatives carregades d'esperança, eren la presència de Reggie Williams, aler procedent de Georgetown, que es va retirar excessivament aviat, sense mai demostrar aquest domini que li va fer destacar en la seva universitat, a més del suposat creixement i desenvolupament de dues roques interiors com Cage i Benjamin, que van deixar bon gust de boca.
No obstant això, aquest draft va passar a la història per als Clippers per haver desestimat a Scottie Pippen, el qual va ser triat un lloc més baix, fet que no va passar desapercebut pel públic, cremat, després de tants anys de reestructuracions sense una base consolidada.

##### 1988-89
Totes les decepcions passades van tocar a la seva fi, quan els Clippers, per primera vegada es feien amb el número 1 del draft aquell 21 de maig de 1988. 5 setmanes més tard, el multi-talentós aler de 2,08, Danny Manning passaria a engrossir la plantilla angelina, procedent de la Universitat de Kansas on era dirigit per Larry Brown, després de posar el colofó a la seva carrera universitària aconseguint guanyar el títol de l'NCAA i signar-ne uns números impecables: 20,1 punts i 8,1 rebots per partit.
Les lesions van privar a aquest enorme jugador de mostrar tot el potencial que portava dins, els seus bons números no són més d'una presa de referència del que podria haver estat si les lesions li haguessin respectat més. Els constants conflictes que va mantenir personalment amb qui va ser el seu entrenador a Kansas, i que a posteriori seria el seu entrandor a Los Angeles, Larry Brown, va ser la pedra angular per promoure la seva sortida de la franquícia. Aquesta mateixa campanya, i quan només portava disputats 26 partits, el lligament anterior de la cama dreta va dir prou, i amb això, la mínima aspiració dels Clippers.
En absència de Manning va haver un altre nom a remarcar per mèrits adquirits pròpiament. No és altre que el jove novell Charles Smith, aler que va mancar d'agressivitat i cor per fer-se un forat en els més grans del moment. Va ser una altra de les decepcions a mig-llarg termini en el draft. Ja que la seva arribada va privar a l'equip de comptar amb la que va ser la 6a elecció, el magnífic Hersey Hawkins, que va oferir 5 anys més que Charles a un bon nivell.
Amb Cage, no era gaire corrent i primordial l'arribada de Smith, i si més lògic el manteniment d'un base-escorta com Hawkins. Però no tenir prou únicament amb tenir a les seves files, sinó que calia donar-li els galons. Almenys això es va intentar, traspassant a Cage, un pivot que fins ara estava triomfant, i que es va estancar res més aterizar en el seu pròxim destí, els Seattle SuperSonics.
Ni tan sols Shue va poder canviar el rumb, i després d'un balanç de 10-28 va ser destituït i substituït per Casey, que amb un balanç d'11 victòries i 33 derrotes en la resta de la campanya va posar punt final a una altra temporada decebedora.

##### 1989-90
En el Draft de 1989, la sort tornava a posar-li la cara més dolça als Clippers, i de fet, va ser, indirectament, una de les més productives per a la franquícia. Danny Ferry, provinent de la Universitat de Duke, seria l'elecció que tenia a la màniga Elgin Baylor, però Danny va rebutjar signar i va decidir creuar l'oceà. Itàlia va ser el seu destí. Baylor, en una operació de veritable estrateg, va treure un preuat tresor per un Ferry que mai passaria de ser un mediocre jugador.
El 16 de novembre de 1989 es va consumar el traspàs pel qual els drets de Ferri juntament amb Reggie Williams van passar als Cleveland Cavaliers a canvi de Ron Harper, que va signar en els seus tres primers anys en la lliga 19 punts per partit. A més de Ron, (a la llarga, un jugador a qui de miracle li cabien els anells en els seus dits) les primeres rondes de 1990 i 1992 i la segona l'any intercalat, 1991.
Un quintet basat en tres pedres angulars com eren Harper-Smith-Manning, i secundat per uns magnífics Norman, Grant i Benjamin com lloctinents. L'equilibri estava definit, els sistemes a l'ordre del dia amb el prematur Casey, i la lliçó apresa mitjançant l'experiència anteriorment viscuda.
Però la mala sort va continuar en la franquícia. A Los Angeles havien aconseguit sis de set partits a mitjans de gener per acostar-se al 50% de victòries-derrotes. Però no trigaria a deixar-se veure quan Harper es va trencar el lligament encreuat anterior del seu genoll dret i va dir "au revoir" a la temporada gràcies a idèntica lesió soferta l'any passat per Manning. En 28 partits amb els Clippers va aconseguir una mitjana de 23 punts. La lesió va marcar el rumb de la campanya, i l'equip va guanyar només 14 partits més, acabant en 30-52.
Manning va tornar de la lesió, va anar fins als 16,3 punts i 5,9 rebots, liderant l'equip en percentatge de tir amb un implacable 53,3%. Smith va quallar una campanya esplèndida, el que ells atribueixen com "all around player", contribuint amb 21,1 punts, 6,7 rebots, i 1,53 taps per nit. Norman (16,1 punts) també va contribuir ofensivament, mentre que Benoit Benjamin va fer principalment la feina bruta en defensa, liderant l'equip en rebots (9,3) i taps (2,63 per partit).

#### Els 90: De dalt a baix

##### 1990-91
Casey va ser destituït i Harper va haver de veure els 41 primers partits des de la grada, mentre que la recuperació del seu genoll danyat seguia el seu curs. A la seva tornada, va donar senyals de no haver perdut ni una mica de la seva classe i va rondar els 20 punts de mitjana. Norman va continuar aportant tant en tasques exteriors com en interiors, contribuint amb 17,4 punts per partit, mentre que Manning tenia una mitjana de 15,9 punts per partit, amb alts percentatges. Però per problemes físics va haver de sortir en 26 dels seus 73 partits disputats. Els 9 restants els va veure des de la grada a causa d'una tendinitis en el seu malmès genoll dret.
Amb dues eleccions de primera ronda al Draft de 1990, els Clippers van seleccionar a Bo Kimble i Loy Vaught. Kimble va ser un dels millors anotadors en la història de l'NCAA, trencant motlles en l'ofensiva Marymount al costat del malaguanyat Hank Gathers. No obstant això, el pas de Kimble per la lliga no va ser el que s'esperava.
A mitjans de la temporada, Baylor va aconseguir els serveis d'Olden Polynice a canvi de Benjamin, traspàs que mai va oferir els fruits que va aportar Benoit a la plantilla. Aquesta mateixa temporada els Clippers van establir un rècord, van aconseguir més partits guanyats a casa que perduts. Després d'una successió de negociacions sense èxit l'equip de Schuler va caure al sisè lloc de la Divisió Pacífic amb un registre de 31-51.

##### 1991-92
L'era Baylor semblava trobar els seus fruits en la que suposaria la primera aparició de l'equip en els play-off des que es van instal·lar a Los Angeles.
Per començar es va fer amb els drets del llavors prometedor pivot, Stanley Roberts, oferint en un traspàs a tres bandes les seves primeres rondes de 1993 i 1995, respectivament, pensant que sortiria igual de productiu que el seu company d'universitat, Shaquille O'Neal. Una altra gran idea més endavant va ser canviar-lo pel gegant croata dels Minnesota Timberwolves Stojko Vrankovic, que mai va rendir d'acord amb la quantitat cobrada, que era molt quantitativa.
Amb Manning i Harper carregant amb l'equip a l'esquena, van començar guanyant 5 dels 7 partits inicials. Per fi, es tenia l'oportunitat de veure junts a Harper, Manning i Smith en acció i sans, exceptuant al tercer, que va tenir problemes físics intermitents. El 30 de novembre i davant dels Charlotte Hornets, es produiria una àmplia victòria, 130-112 que suposaria el primer dels vuit triomfs consecutius que acapararia fins llavors, fita que no s'aconseguia des del 1979. El 14-10 que indicava la classificació no eren mers actes casuals, tenien les seves raons lògiques i raonables. Això no obstant, el preocupant 22-25 ho va pagar Mike Schuler, sent acomiadat. El substitut no era altre que el fa dies va ser destituït pels San Antonio Spurs, Larry Brown.
Els Clippers jugarien el seu millor bàsquet en molt de temps i guanyen 23 dels seus 35 partits decisius finals per acabar amb un 45-37, que va acabar amb una insuportable seqüència de 13 anys sense treure el cap per la postemporada. Després de 12 temporades amb un denominador comú, la derrota, l'equip havia acabat amb un balanç positiu.
Un cop als play-off, caurien en les primeres de canvi davant dels Utah Jazz de John Stockton i Karl Malone, però no sense abans posar-lo en un compromís. Després de caure en els seus dos primers duels, els Clippers aixecarien el vol, vencent els dos partits següents, el quart d'ells a Anaheim a raó dels aldarulls produïts pel cas de Rodney King que van forçar el quart partit, i van traslladar de ciutat. No obstant això, no va ser obstacle perquè els Clippers aconseguissin el triomf, forçant així, el cinquè i definitiu partit. Els Clippers serien honorablement derrotats per uns Jazz, molt més confiats de les seves possibilitats.

##### 1992-93
Aquesta temporada, els Clippers van enviar a Doc Rivers, que únicament va jugar l'anterior campanya, a Bo Kimble i Charles Smith amb destinació a Nova York, i una 1a ronda als Orlando Magic en un traspàs a tres bandes.
Els Clippers van rebre el base All-Star Mark Jackson, que venia avalat per dues primeres temporades ratllant a un molt bon nivell en els New York Knicks, però que els seus dos següents van suscitar dubtes sobre el seu rendiment. També recalava, i amb molt optimisme albergat en el si de la franquícia, Stanley Roberts, encara que la jugada els va sortir, un cop més, malament.
El ritme de transaccions no va decréixer, tot el contrari. Don McLean i William Bedford van anar als Washington Bullets a canvi de John Williams, un altre impressionant jugador, que posteriorment deixaria el seu segell a la lliga ACB, jugant a un gran nivell en el Fòrum Valladolid, entre d'altres.
El començament tornava a ser titubejant, amb un 0-3 en els primers compassos de la temporada. Com és costum en els equips de Brown, el treball defensiu que caracteritza els seus equips va culminar en 7 victòries en els 10 partits. Era la primera vegada des del 1974 que els Clippers arribaven a cap d'any amb un rècord victòries-derrotes positiu. Les coses estaven funcionant, i com a recompensa, Danny Manning va participar en els All Star, convertint-se així en el segon clipper després de Marques Johnson a defensar al seu equip i a la seva ciutat fent 10 punts en 18 minuts en pista.
Amb la victòria davant dels Golden State Warriors, la franquícia es feia ressò d'un altre rècord, era la primera vegada des que l'equip es mudés a Los Angeles que començaven el mes de febrer amb un balanç positiu, coincidint novament amb què la tripleta Manning-Harper-Jackson van estar presents durant tota la camapaña, perdent-se només 3 partits entre els tres. Després de suscitar dubtes cara a la seva presència als play-off, els Clippers van sucumbir lleugerament al març, on van perdre 10 de 16 partits, però no va ser obstacle per entrar als play-off gràcies al 7-5 amb el qual van finalitzar el mes d'abril que va servir per deixar la marca 1941-1941 suficient per entrar als play-off per 2 a temporada consecutiva.
El rival, els Houston Rockets, els eliminava per 3-2 caient in extremis en el cinquè i definitiu partit per quatre punts de diferència, deixant un sabor agredolç. Manning va tornar a ser el més destacat amb gairebé 23 punts de mitjana, acompanyat i secundat a la perfecció per Harper (18 punts) i per Jackson en tasques de direcció i creativitat (8.8 assistències). I amb Ken Norman sempre en la recamara, però no exempt d'una importància vital en el desenvolupament del joc, realitzant 15 punts i 7.5 rebots per partit. El mític tirador Kiki Vandeweghe va posar fi a la seva gloriosa carrera en els Clippers. Després de la temporada, els Clippers acomiadarien a Brown, qui va prendre rumb als Indiana Pacers.

##### 1993-94
Sense Larry, aquesta campanya es presagiava dura, ningú fins ara havia demostrat en tan poc temps, el que Brown va deixar entreveure en la seva estada a la casa del germà pobre. Però els Clippers no donarien el seu braç a torçar, i després d'un començament severament competitiu de la mà de Bob Weiss, entrenador que havia estat capaç de ficar als Atlanta Hawks tres anys seguits en play-off.
El 24 de febrer de 1994, Manning va ser traspassat als Hawks a canvi de Dominique Wilkins. Fins ara els números de Manning eren espectaculars, 23/07 punts, 7 rebots i 4.2 assistències per partit en els 42 partits en què va estar present. Però a nivell col·lectiu les coses anaven molt malament a Los Angeles, i part essencial en l'operació era la primera ronda que donava marge de reconstrucció als Clippers.
El factor Wilkins va tenir un impacte immediat, i després dels seus 5 primers partits amb l'elàstica angelina, van sortir vencedors en tots ells i l'equip va sortir reforçat mentalment sobretot. Però res més allunyat de la realitat, els següents 20 partits posarien els Clippers en l'honrós lloc que per història ocupen, caient en 17 dels últims 20 partits, i finalitzant amb un rècord de 27-55. Wilkins va finalitzar amb 26 punts per partit, quart a la lliga, seguit de Harper amb 20.1. Com va passar l'any passat amb Vandeweghe, aquest any el torn li va tocar a un bad-boy, Mark Aguirre, donant per finalitzada una carrera molt reeixida tant en els Dallas Mavericks com als Detroit Pistons. En els Clippers va tenir una mitjana de 06/10 punts per partit.

##### 1994-95
La pèrdua de Dominique Wilkins i Ron Harper com agents lliures va privar als Clippers dels seus dos millors anotadors, mentre que les lesions van crivellar a les dues torres de l'equip, Stanley Roberts i Elmore Spencer, deixant-los fos d'acció pràcticament per a tota la temporada (Spencer va jugar solament 19 partits). Aquests esdeveniments van deixar al club extremadament privat de talent, i els resultats racionalment, anaven a ser desastrosos. Els Clippers van acabar 17-65, el segon pitjor balanç en la història de la franquícia, solament superat per aquella irreparable sagnia de 12-70 en 1987.
Los Angeles va obrir la temporada diluint-se com calia esperar al primer assalt, 16 partits consecutius, tot un rècord que encara segueix patent en els llibres del Guinness. Els Clippers eren per mèrits propis l'autèntica "ganga" de la lliga, ni més ni menys que la ingrata xifra de gairebé el 50% en tir que els seus rivals culminaven davant els pupils del successor de Bob Weiss, el mític Bill Fitch, guanyador d'un campionat amb Boston Celtics en 1980. Més dades que engrosseixen la llista de cèlebres rècords detestables que emmarquen la carrera d'aquests Clippers per aquell 1994-95. L'equip va perdre 43 partits per 10 o més punts i va liderar la lliga en personals amb 2.152. Però sota el mandat de Fitch, l'equip va mostrar un pondonor i unes ganes terriblement descompensades amb l'absència de classe en la seva plantilla. El màxim estel era l'ala-pivot Loy Vaught, acompanyat de jugadors com Pooh Richardson, Bo Outlaw i el rookie Lamond Murray.

##### 1995-96
Les boletes de l'atzar van decidir que anés Clippers qui triés en el número dos del Draft de 1995. El triat no va ser un altre que el provinent de Alabama Crimson Tide, Antonio McDyess, qui mai arribaria a vestir l'elàstica de la franquícia. Un dia després, Antonio ja no formava part de l'equip. Baylor, li havia buscat destinació, Denver Nuggets, equip al que va arribar juntament amb Randy Woods a canvi de Rodney Rogers i els drets del menor dels Barry, Brent, fill del mític Rick Barry, i que va ser triat en el lloc número 15.
La reacció no obstant això, no es va fer esperar, i en un any, en el qual no s'esperaven collir molts més triomfs que l'any anterior, gens menys que 12 van ser les victòries aconseguides pel que fa a l'any anterior, convertint-se doncs en un dels equips més millorats i amb major marge de millora àdhuc en aquell any.
Bison Dele, Loy Vaught i Lamond Murray van establir ràpidament un 6-3 a l'inici que va sorprendre a propis i estranys. Encara que, lògicament van disminuir tan bones vibracions i van acabar tancant la classificació de la seva divisió amb un 29-53, que denotava certa millorança en una plantilla jove, on cabia molt que esperar de Murray, malgrat que el seu rendiment va ser de més a menys, de Barry, que amb 10,1 punts per nit va deixar bon compte que es tractava d'un segur des del perímetre, a més de convertir-se en vencedor del concurs de mats amb un mat al més estil Julius Erving, i de Terry Dehere.
Dele va ser un dels més ferms candidats al jugador més millorat després de fer 15,8 punts i 7,6 rebots per partit, 7 punts i 3 rebots més que l'any anterior. Però l'honorable guardó va caure en mans de Toni Kukoc. De totes maneres, Vaught va continuar sent el líder, la referència en pista, però com era d'esperar, davant menor protagonisme en pista, la seva repercussió en l'equip es diluïa a marxes forçades. Així i tot va quallar una excel·lent temporada amb uns nombres de 16,1 punts i 10,1 rebots.
Fitch, que va haver d'aguantar lesions importants de gent com Roberts, Richardson, Malik Sealy i Rogers, va aconseguir un graó històric, convertint-se en el quart entrenador amb més victòries en la història de la NBA, amb el seu incomptables 865 victòries el 12 de novembre.

##### 1996-97
La plantilla no feia albergar massa il·lusions, Vaught estava en la seva costa avall, Dele va quedar com agent lliure i va signar la seva marxa als Chicago Bulls de Michael Jordan, gens menys que les lesions van acaparar total presència en el joc interior, privant a Fitch de comptar amb els seus homes més alts, Roberts i el veterà pivot de l'era Drexler en Portland Trail Blazers, Kevin Duckworth, que no precisava excelsa lluita rocosa en la pintura, però si era apreciable i distintiu el seu tir de 3-4 metres. Barry no s'anava escapolir-se del virus que aguaitava a la plantilla, i en un any per oblidar en el qual va combinar lesions del polze, del turmell i d'esquena "solament" es va perdre 23 partits. El petit Darrick Martin arribava de Minnesota Timberwolves, amb un futur al davant, que fins a podria ratllar-se d'il·lusionant, però tan sol va donar de si en dues temporades. En el Draft de 1996, Los Angeles es va fer amb els serveis de Lorenzen Wright, un pivot que mai va rendir en els tres anys que va passar per la franquícia promediando 7,6 punts per partit durant la seva estada.
Els Clippers van aconseguir 36 victòries (inclusivament amb triomfs memorables davant rivals de la talla de Houston Rockets i Seattle SuperSonics, però on hi ha un que preval davant la resta, i amb mofa inclosa davant el germà ric, Los Angeles Lakers per un engruixat 108-86) que van poder veure's incrementades sinó arriba a ser per la negligència mostrada en els últims quatre partits, on van caure en vespres de playoffs. Però els símptomes mostrats a la recta final de la campanya no farien en playoffs més que confirmar el que es vènia apuntant. Els Clippers van caure en tres partits davant Utah Jazz.

##### 1997-98
La destinació va ser fixada aviat, i la seva ruta va prendre rumb fix al derrotisme, quan una lesió degenerativa en la part posterior de l'esquena d'un decadent Vaught ho va limitar a participar únicament en 10 partits. Caminant costa amunt després de l'absència de Vaught i de les pèrdues dels agents lliures Malik Sealy i Bo Outlaw, va ser l'aler i anotador Murray qui va gaudir de la seva campanya més regular promediando 15,5 punts i 6,1 rebots.
Els Murray, Barry, Piatkowski, Wright, Martin, fins al prometedor rookie Taylor, van superar els 10 punts per partit (exceptuant a Lorenzen que va fer 9). Aquesta temporada a Fitch li va servir per aproximar-se més a les medalles en la classificació històrica d'entrenadors amb més victòries en la seva haver-hi, gens menys que 939, desplaçant a Xarxa Auerbach de la quarta posició, tota una fita per a aquest veterà de 63 anys, aleshores, que fins al moment no tornaria a asseure's en cap equip NBA, després de la seva marxa en finalitzar la campanya amb els Clippers. El nou fitxatge de l'equip va ser Isaac Austin (que es va passar tres anys en Turquia abans de signar per Miami Heat) que va ser premiat amb el Jugador Més Millorat l'any anterior. Va arribar a juntament amb Charles Smith i una primera ronda de 1998 a canvi de Brent Barry.
Aquest any debutaria Keith Closs, més popular pel seu peculiar estil i imatge que pel seu joc. Jugador de més de 2,20 m d'altura, el seu gran problema era el seu frèvol físic, que no li permetia lluitar amb garanties a la zona. El seu aspecte era primíssim, ple de pigues i amb un pentinat afro que el feia visualment bastant més alt.
Amb el 17-65 final, l'ocàs de l'etapa Fitch cap a acte de presència, i es confirmava l'enèsima vegada en què els Clippers tiraven les seves sorts en fer, a costa de que la loteria de draft els anés benèvola.

##### 1998-99
Un començament rocós en la campanya del lockout va ser massa perquè els Clippers superin, malgrat el joc de Maurice Taylor. El ràfec va fer una mitjana de 16,8 punts en 32,7 minuts per partit, liderant a l'equip en punts, percentatges de tir i minuts.
Saba nova en les banquetes, el jove Chris Ford, que va entrenar a Boston Celtics en la primera meitat de la dècada, per després passar per Milwaukee Bucks sense més pena que glòria, va recalar en els Clippers per assumir un repte atractiu, reflotar als clippers en un projecte a mitjà termini.
Però realment el tema que va marcar la temporada de la vaga en els Clippers té noms i cognoms: Michael Olowokandi, pivot nigerià procedent de Pacific, Brunel College, i d'excel·lent envergadura. Fet i fet, un altre dels continus fracassos que ha obtingut els Clippers en els diferents draft. Aquest any tenia el poder de triar en primer lloc i van triar a un pivot. Anteriorment ja van actuar de la mateixa forma amb Benoit Benjamin en el 1985 triant-ho amb el número 3, i va resultar ser tot un fracàs.
Olowokandi va quallar 8,9 punts, 7,9 rebots i 1,2 taps en gairebé 30 minuts per trobada. Marge de millora tenia, però el crèdit, i les sensacions ofertes tenien més valor que qualsevol especulació sobre el seu futur. Un altre rookie, aquest no drafteado i procedent de la CBA, va ser Tyrone Nesby, qui es va marcar un acceptable temporada, signant 10,1 punts, i robant més de pilota i mitjà per partit.
Quant als resultats, van començar perdent 17 partits per posar el fermall de llauna amb un 9-41 final, acomiadant-se així davant Seattle amb derrota, de la qual va anar la seva casa des de 1984, el L.A. Sports Arena. En la següent campanya, esperava el glamouroso Staples Center, on compartirien pista amb els Lakers.

##### 1999-00
Els Clippers caminarien a partir d'ara a l'ombra de Lakers, ja que la destinació va voler que els germans compartissin casa. Però mai va haver-hi una rivalitat consistent, a causa que no es pot entaular amb dos equips amb metes tan diferents en els seus camins.

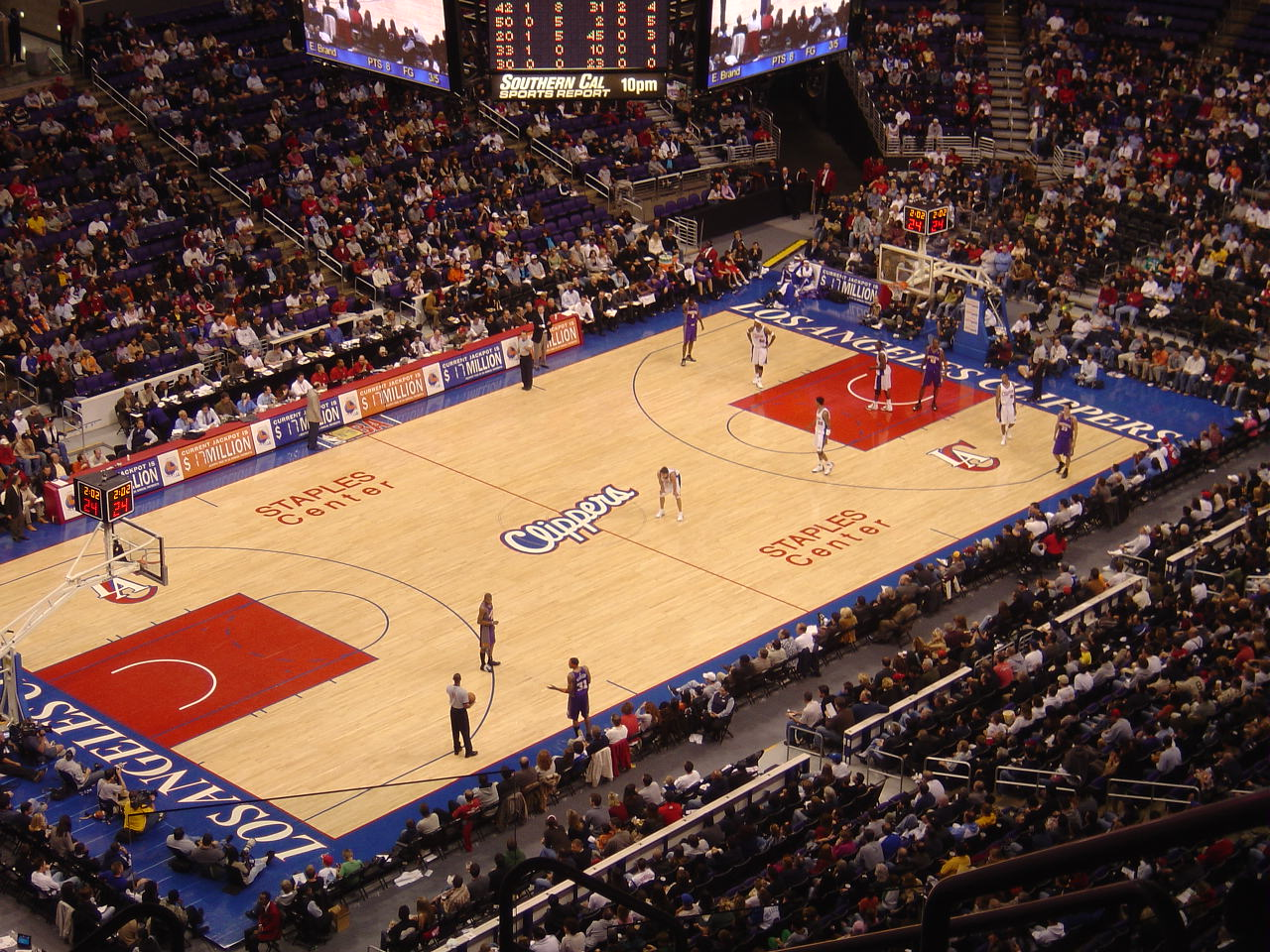
Partit dels Clippers davant els Suns en el Staples Center.

Aquest moviment va ser fet malgrat èxit que els Clippers van tenir mentre jugaven partits ocasionals en el Arrowhead Pond en Anaheim. En matèria de draft, el triat va ser el versàtil Lamar Odom, procedent de Rhode Island, en el lloc número 4. El ràfec de 2,08 m es va veure relegat per Elton Brand i Steve Francis a la pugna pel Rookie de l'Any, però va donar evidències que es podria convertir en un jugador molt versàtil. Els seus nombres parlaven per si sols, 16,6 punts, 7,8 rebots i 4,2 assistències per nit.
Taylor va continuar millorant, i va superar les expectatives, aconseguint els 17,1 punts i els 6,5 rebots per partit. Un altre bon fitxatge va ser l'adquisició via traspàs de Derek Anderson, escorta que va arribar al costat de Johnny Newman a canvi de Lamond Murray, molt més anotador que Derek. En Cleveland Cavaliers, signaria les seves millors actuacions en la lliga, forjant-se un nom important dins de la mateixa. El rendiment de Derek va ser de 16,9 punts per partit.
Un altre base que donaria rendiment a nivell individual a Los Angeles seria Jeff McInnis, que després de ser tallat per Washington Wizards, es va veure davant si amb una bona oportunitat per explotar les seves qualitats. La de calç la va tornar a protagonitzar de nou Olowokandi, que després de la seva mala temporada com rookie, no va redreçar el rumb i va deixar entreveure la seva falta de capacitat ofensiva. 9,8 punts i 8,2 rebots de mitjana van ser els seus nombres.
Mentre que els Lakers estaven disputant-se el títol de NBA, que a posteriori aconseguirien, els Clippers es van enfonsar en les profunditats de la Divisió Pacífic amb un balanç de 15-67. Sent cessat Ford als 45 partits de competició, va ser rellevat pel novençà Jim Todd, que seria l'encarregat de tancar el teló acabant els seus Clippers amb un paupèrrim 4-33 sota el seu mandat.

#### Nou segle, pocs canvis

##### 2000-01
Aquesta temporada, van aterrar els suculents rookies Darius Miles, tot una llegenda juvenil del East St. Louis, on es va quallar una personalitat conflictiva i arrogant, i el seu íntim amic des de la infància, Quentin Richardson, que militava en la Universitat de DePaul. A més, Baylor va aconseguir via traspasso fer-se amb els serveis de Corey Maggette, que va arribar juntament amb Keyon Dooling, Derek Strong, i una quantitat acceptable de diners a canvi d'una futura primera ronda protegida.
També la van encertar amb l'elecció de 2a ronda, el serbi Marko Jarić va ser triat, després de brillar en la Kinder Bolonya amb Manu Ginóbili. Però no debutaria fins a dins de 2 anys, on va deixar molt bon sabor de boca. Alvin Gentry era l'entrenador, que arribava després d'estar 3 anys de apagafuegos en Detroit Pistons.
Aquesta seria una campanya de transició. Amb molt jove per polir, molt que ensenyar, un altre tant que aprendre, i desenvolupar-se no solament baloncestisticamente sinó social i mentalment, els Clippers romanien orgullosos que almenys, ara, era possible sortir al carrer, i veure als nois jugar en el playground amb Miles o Maggette a l'esquena. El resultat final va ser de 31 victòries i 51 derrotes, lluny, molt lluny una altra vegada d'aconseguir la postemporada, però amb la sensació de que hi havia per fi, una sòlida base per implantar un projecte prou competitiu en un període de 3-4 anys.

##### 2001-02
En el draft de 2001 es tria a Tyson Chandler, un espigolat pivot recentment sortit de l'institut, i el valor del qual es xifra en 2 paraules: Elton Brand. Un sophomore que es disposava en aquesta, a seguir albirant amb el seu pasmosa efectivitat per ocultar i compensar les seves 203 cm, que per contra, feien revalorar més la seva situació i els seus assoliments.
Sota l'esperat, Odom i Brand haguessin d'erigir-se a la sòlida base i columna vertebral on cimentar projectes, i on poder començar a somiar. El primer portava fins al moment promediados 16,9 punts, 7,8 rebots i 4 assistències, mentre que Elton va signar nombres de All-Star durant el seu trajecte per Chicago Bulls, 20-10. Però en una campanya Odom va acumular tota mena de desavinences, d'una banda, 45 partits en el dic sec, i per un altre, 8 partits de suspensió per violar els termes anti-droga que establia la NBA.
Al lleuger augment que va experimentar Olowokandi (que per fi supero la barrera dels 10 punts, exactament van ser 11,1 punts) es va unir l'eclosió de Richardson, que va ser tota una presa de referència en la línia de 7,25. Arribat el All Star Weekend, les aspiracions es mantenien intactes, 25-26 amb la part més decisiva àdhuc per disputar-se, i freturoses del seu enclavament bàsic, Odom, aquesta vegada, per problemes en el seu genoll. Per intervinguts de març, apuntalaron la seva candidatura als playoffs quan registraven un balanç de 34-31 i amb l'autoestima pels núvols. Destacant un factor, impredictible, McInnis, jugador que va trobar acomodament, continuïtat, i una llar estable on desenfundar tot el seu poder. Aconseguint prop de 15 punts, 6 assistències, i primer a l'apartat estadístic d'assistències per pèrdua (gairebé 4).
Però com si per llei es tractés, l'infortuni no podia anar-se de buit aquest any, fent acte de presència a la recta i decisiva final de la campanya, on els Clippers van signar un lamentable 5-12 en els últims 17 partits que els relegava de qualsevol opció de lluita. 39-43 va ser la maleïda xifra que per incomptable ocasió els privava de jugar la postemporada.

##### 2002-03
En estiu, l'equip es va fer amb els serveis de Andre Miller, que va deixar després de si una curta, però reeixida carrera en Cleveland Cavs on en la seva última temporada es va qualificar i es va graduar com un dels millors bases de la lliga, aconseguint nombres de all-star, 16,5 punts, 10,9 assistències i 4,7 rebots per nit. Darius Miles i Harold Jamison se'n van anar a Cleveland gràcies al traspàs en el qual es va involucrar Andre Miller.
Via draft es va afegir profunditat al seu joc interior triant a Chris Wilcox i Melvin Ely. Es repescó al triat anys enrere, Marko Jarić. Les lesions van castigar a l'equip sent 60 els partits que entre Odom, Brand i Richardson es van perdre. Alvin Gentry va dir adéu als 58 partits, deixant al seu equip en tan sol 19 victòries, i sent substituït pel mític base dels Celtics dels 80, Dennis Johnson, que poc va poder fer per millorar els registres, en un any, on la condicionant principal i la causa del naufragi imprevist, va ser la insignificant quantitat de jugadors que tenien un contracte garantit en finalitzar la temporada. Una vegada més, la temporada dels californians va ser decebedor, aconseguint un pèssim 27-55.

##### 2003-04
Com era de preveure, aquest any, es va consumar la major espantada mai vista en els Clippers, fins a 4 dels jugadors "importants" de l'any anterior van dir adéu, posant punt final a carreres en els Clippers de tots els sabors, des de mitjanament triomfals, fins a desastroses i mediocres. Odom se'n va anar a Miami Heat, Miller a Denver Nuggets, Olowokandi a Minnesota Timberwolves i Piatkowski a Houston Rockets.
Amb tot i amb això, lesions de Brand i Richardson inclusivament, l'equip va millorar respecte a l'any anterior (28-54), i amb un roster curull de joventut (Simmons, Wilcox, Chris Kaman, Matt Barnes, Ely...). Mike Dunleavy era el nou entrenador, però de poc servirien els seus coneixements, inútilment aplicables a una franquícia com aquesta. Maggette es va destapar com un fluid anotador, i va portar tota responsabilitat junt i per davant de Brand, que va anar la seva primera temporada des que vestia l'elàstica Clipper, que va igualar o supero els nombres aconseguits en Chicago Bulls.

##### 2004-05
La temporada 2004-05 va ser igual de grisa per a tant Clippers com Lakers. El "germà ric" de Los Angeles es va enfonsar a causa de la marxa de Shaquille O'Neal a Miami Heat, per la qual cosa van finalitzar la temporada amb un rècord de 34-48, superat pels Clippers amb 37-45. Va ser la primera vegada des de 1993 que acabaven amb millor registre que els Lakers, i malgrat no aconseguir els playoffs un any més, el futur pintava bé a Los Angeles amb joves estels com Elton Brand, Corey Maggette i Shaun Livingston. Una de les sorpreses més agradables va ser la de Bobby Simmons, que es va alçar amb el premi al Jugador Més Millorat després de fer una mitjana de 16 punts, 6 rebots i 3 assistències per partit.
Com a resultat, Simmons va signar un nou contracte amb Milwaukee Bucks per 5 anys i 47 milions de dòlars en juliol de 2005, tancant així la seva etapa en els Clippers.
Per cobrir la baixa de Simmons, la franquícia va fitxar al veterà Cuttino Mobley, signant-li un contracte similar. L'arribada de Mobley era necessària, ja que des que Piatkowski va deixar l'equip no comptaven amb un tirador sòlid, a més de donar-li a l'equip un plus de defensa en el perímetre. A més, el 12 d'agost de 2005 van ser traspassats els bases Marko Jarić i Lionel Chalmers a Minnesota Timberwolves a canvi del All-Star i doble campió de la NBA Sam Cassell.

##### 2005-06
En aquesta temporada, els Clippers havien posat moltes esperances, ja que havien aconseguit aconseguir un equip competitiu amb les adquisicions estiuenques. En el draft de 2005, els Clippers van seleccionar al jove rus Yaroslav Korolev.
Durant la campanya, les coses marxaven bé a Los Angeles, Brand havia estat seleccionat per disputar el All-Star Game i moltes revistes esportives rendien reconeixement al millorat joc de l'equip. Abans del tancament de fitxatges, Chris Wilcox va ser traspassat a Seattle SuperSonics a canvi de Vladimir Radmanović.
Per fi, els Clippers van aconseguir els playoffs després de 9 anys, van guanyar el seu primer partit de postemporada des de 1993 i van passar de ronda també per primera ocasió des de 1976, quan l'equip jugava en Buffalo. Ja en playoffs, es van desfer de Denver Nuggets fàcilment en cinc partits. En semifinals de Conferència es van enfrontar a Phoenix Suns en una sèrie molt igualada, ja que no es va decidir el guanyador fins al setè i definitiu partit. Després de perdre el primer per 130-123 en Phoenix, els Clippers van empatar l'eliminatòria vencent per 25 punts de diferència en el segon duel. En la tercera trobada, un recital de Shawn Marion (32 punts i 19 rebots) posava de nou per davant als Suns, encara que dies després va tornar a regnar la igualada amb un Brand brillant autor de 30 punts, 9 rebots i 8 assistències. En el cinquè partit, un triple de Tall Bell mancant 1,1 segons va portar el xoc a la segona pròrroga. Posteriorment, els Suns van batre als Clippers per 125-118.
Quan semblava que els Suns anaven a liquidar l'eliminatòria, els Clippers van salvar els mobles guanyant la sisena trobada. El defensiu Quinton Ross va tenir la seva nit, anotant 18 decisius punts, igual que Brand, que va tornar a brillar amb 30 punts, 12 rebots, 3 assistències i 5 taps. Maggette també va ser decisiu, aportant 25 punts sortint des de la banqueta, amb 7/8 en tirs de camp i 9/9 des de la línia de tirs lliures.
En el setè i última trobada, els Clippers no van poder davant el poder ofensiu dels Suns i van caure 127-107 en Phoenix. Com a reconeixement a la gran temporada dels angelinos, Elgin Baylor va guanyar el premi al Millor Executiu de l'Any.

##### 2006-07
La temporada 2006-07 va començar amb els Clippers seleccionant en la 34ª posició del Draft de 2006 al pivot Paul Davis de la Universitat de Michigan State. Aquella elecció va ser adquirida del traspàs amb Charlotte Bobcats en 2004 per Melvin Ely. L'equip també drafteó al porto-riqueny Guillermo Díaz de la Universitat de Miami en la 52ª posició, encara que finalment no va aconseguir un lloc en la plantilla. Quant als fitxatges via agent lliure, Tim Thomas va signar amb els Clippers el 13 de juliol de 2006 un contracte per 4 anys i 24 milions, i Radmanovic va deixar l'equip per fitxar pels Lakers. També el dia 13, Cassell va renovar el contracte per 2 anys i 13 milions.
Quant als resultats, va ser una temporada una miqueta agridulce pels Clippers, quedant-se prop de playoffs però mostrant un joc lluny del practicat la campanya anterior. L'equip va finalitzar amb un registre de 40-42 (a dos partits de Golden State Warriors, els vuitens del Oest), en part a causa de les lesions de jugadors com Cassell, Thomas, Livingston i Kaman. Luke Jackson, Alvin Williams i Doug Christie van signar sengles contractes per 10 dies, ajudant des de la banqueta però jugant limitats minuts.

#### Arriba Chris Paul

##### 2011-12
L'any 2011 després de desbloquejar-se el lockout, els Clippers comptaven amb jugadors joves i talentosos, encara que no prou com per arribar a la post-temporada. Eric Gordon havia estat la gran esperança des de 2008, i comptaven amb el All-Star Chris Kaman i el portentós físic de Blake Griffin. Al costat d'ells, Mo Williams, Aminu, Eric Bledsoe, DeAndre Jordan, etc. Després del fracàs del traspàs de Chris Paul als Lakers, els Clippers consigueron fer-se amb el segon millor base de la lliga a canvi de Gordon, Kaman i Aminu, que se'n van anar a New Orleans Hornets. D'aquesta manera, els Clippers comptaven amb una plantilla jove i molt poderosa físicament, amb Blake Griffin i Chris Paul com a referències. Al costat d'ells, van arribar a l'equip el ràfec Caron Butler i el veterà base Chauncey Billups. En aquesta temporada els Clippers es van guanyar el nom de "The Lob City" per la seva gran habilitat per completar els Alley-Oops, usualment de Paul per a Griffin o per DeAndre Jordan.
Els Clippers van començar la temporada molt fortes i el 3 de febrer de 2012 van signar al veterà Kenyon Martin, però amb la lesió de Billups al febrer, els Clippers van descendir les seves prestacions. Al març un traspàs a tres bandes amb Washington Wizards i Denver Nuggets va portar a Nick Young als Clippers. Els Clippers van aconseguir passar als playoffs, van jugar contra uns aguerridos Grizzlies. En el seu primer partit, Los Angeles va realitzar una de les reaparicions més grans en la història dels playoffs de la NBA, remuntant 27 punts, per guanyar el seu primer partit de playoffs de la temporada per 99-98. Ells lideraven la sèrie 3-1. No obstant això, després de 2 partits consecutius perduts, van reaccionar i van guanyar el 7º partit a Memphis 92-82 per passar a la segona ronda. Els Clppers van confiar en la banqueta durant aquell partit, i ells van rendir. Chris Paul va anotar 19 punts, malgrat una ferida en el múscul flexor dret del maluc. Blake Griffin va estar limitat degut una lesió en el genoll. En la segona ronda van ser escombrats 4-0 per uns poderosos Sant Antonio Spurs per acabar amb una fructosa temporada.
El dia abans de la nit del draft de la NBA, es van fer amb els drets d'un ex-jugador de la franquícia, pertanyent als Dallas Mavericks, Lamar Odom. També van adquirir a l'agent lliure Grant Hill qui provenia de Phoenix.

##### 2012-13
La temporada va començar amb l'elecció de Furkan Aldemir en el draft de 2012, celebrat en el Prudential Center de Newark (Nova Jersey). L'ala-pivot turc va ser triat en la posició número 53 de la 2º ronda. Ja a primers de novembre, amb la temporada regular ja començada, els Clippers van començar a desplegar un joc entretingut i divertit per al seu públic (mats, alley-oops, crossovers) que matisava amb l'animadversió que sentien alguns seguidors d'altres franquícies cap a l'equip de Vinny Del Negre.
En playoffs, es van enfrontar de nou amb els Grizzlies de Marc Gasol en primera ronda encara que aquesta vegada van acabar cedint en la sèrie 4-2.

##### 2013-14
La temporada 2013-14, va ser una de les millors temporades per Clippers, arribant per tercera vegada en la seva història a Semifinals de Conferència (segona en tres anys). La temporada regular van finalitzar amb un balanç positiu de 57-25, per ser primers de la seva divisió i tercers de l'Oest, només per darrere dels campions Spurs, i de Thunder. El joc de l'equip angelino es va basar, de nou, a la seva base Chris Paul, i en el seu domini del pal baix amb la parella formada per Blake Griffin i DeAndre Jordan. Amb un Griffin, desenvolupant una de les seves millors temporades en la NBA i Jordan, que va ser el líder de la lliga en rebots i en percentatge de tirs de camp, per segon any consecutiu. Ja en PlayOffs es van desfer en primera ronda dels Golden State Warriors de Stephen Curri (4-3), però van sortir derrotats en semifinals de conferència contra Oklahoma Thunder de Kevin Durant i Russell Westbrook (2-4).

### 2014: Steve Ballmer, nou propietari
El 12 d'agost de 2014 Steve Ballmer es va convertir en el nou propietari de Los Angeles Clippers, després que la cort de Califòrnia confirmés l'autoritat de Shelly Sterling per vendre la franquícia. Els Clippers buscaven nou propietari des del 29 d'abril, quan el comissionat de l'NBA, Adam Silver, va sancionar l'anterior propietari, Donald Sterling, per unes declaracions racistes.

## Pavellons
- Buffalo Memorial Auditorium (1970-1978)
- San Diego Sports Arena (1978-1984)
- Los Angeles Sports Arena (1985-1999)
- Staples Center (1999-2024)
- Intuit Dome (2024-actualitat)

## Jugadors notables
- Blake Griffin
- Chris Paul
- Bob McAdoo
- Bill Walton
- Randy Smith
- DeAndre Jordan
- Paul Pierce
- Elton Brand

### Membres delBasketball Hall of Fame
- 11 Bob McAdoo, Pivot, 1973-77 (Buffalo Braves)
- 32 Bill Walton, Pivot, 1979-85 (1979-84 amb San Diego Clippers)
- 21 Dominique Wilkins, Aler, 1994